# Mussidan
Mussidan är en kommun i departementet Dordogne i regionen Nouvelle-Aquitaine i sydvästra Frankrike. Kommunen ligger i kantonen Mussidan som tillhör arrondissementet Périgueux. År 2022 hade Mussidan 2 778 invånare.

## Befolkningsutveckling
Antalet invånare i kommunen Mussidan
Referens:INSEE